# 平公 (単)
平公（へいこう）は、春秋時代の単の君主。
魯の哀公十三年（紀元前482年）夏、単の平公・晋の定公・呉王夫差・魯の哀公は黄池で会盟した。
魯の哀公十六年（紀元前479年）夏、衛の荘公は鄢武子を派遣し、周王室に告げさせた。周の敬王は単の平公に接待させた。